# 陳如欣
陳如欣（1980年—），澳門電台首席節目主持，兼任澳廣視電視節目旁述，前《澳門日報》企業傳訊主任。

## 任職
廣星傳訊（2002年期間，實習公司）
澳門日報（2002年-2015年）
澳廣視（2013年節目家賓主持，2019年至今）
澳門電台（2015年至今）

## 簡歷
陳如欣，2002年畢業於澳門某大學企業傳訊學系，畢業前於廣星傳訊實習，擔任電話接待員。畢業後加入《澳門日報》客戶服務部擔任電話接待員，一年後正式調往傳訊事務部擔任傳訊員，2005年升任高級傳訊員，2007年升任首席傳訊員，2009年升任助理總傳訊員，2010年升任副總傳訊員，一個月後升任總傳訊員兼傳訊顧問，2011年升任高級傳訊顧問，2012年升任首席傳訊顧問，2013年再調任企業傳訊部擔任企業傳訊主任，同年獲澳廣視邀請擔任家家有本事家賓主持。
2015年轉職澳門電台擔任節目主持至今，2019年起兼任澳廣視電視節目旁述部分旁述人至今。

## 主持節目
澳廣視
- 家家有本事（2013年期間，家賓主持，2019年至今旁述）
- 菲尔莫屬（第二輯，旁述，2020年期間）

澳門電台
- 生活朝點（2015年至今，與劉宇亨、李立勝、沈梓澄合作主持）
- 有故事的人（2017年至今）